# Аnthophora plumipes
Аnthophora plumipes је врста пчеле која припада породици Apidae.

## Опис
Полни диморфизам је веома изражен. Мужјаци су бледо црвенкастосмеђе боје са карактеристичном кремастом длаком на лицу. Такође имају карактеристичне пернате длаке на ногама / стопалима. Женке се веома разликују од мужјака, свуда су црне, осим наранџасто-црвених длака на задњој тибији. 

## Распростањеност и станиште
Веома распрострањена широм Европе са изузетком Ирске, Норвешке и Финске. Изван Европе, присутна је у северној Африци, и на Блиском истоку који сеже до Тихог океана на истоку. Недавно је примећен и у Вашингтону (Северна Америка). Ова врста је веома неспецијализован становник различитих предела умереног појаса, укључујући шуме, жбуње, травњаке и урбана подручја и баште. 

## Екологија
Период лета углавном од марта до краја маја, али постоји неколико записа из фебруара, јуна и почетка јула. Углавном преферира цвеће са дугим крунама као што су врсте из породице Lamiaceae, Fabaceae и Boraginaceae.
Гнезда су обично плитка удубљења у меком малтеру, отвореним вертикалним профилима тла или меким литицама, а повремено и у компактном глиновитом земљишту. Женке након што се успешно паре скупљају полен који преносе у ћелије гнезда. Полажу по једно јаје у сваку ћелију, остављају довољно полена да нахрани ларве, а затим запечате ћелију како би омогућили њиховим младима да се развију до следећег пролећа када циклус поново почиње. Иако су без друштвене структуре често се гнезде у великим групама.